# El Paso County Coliseum
O El Paso County Coliseum é uma arena localizada em El Paso, Texas, Estados Unidos. Foi inaugurado em 21 de maio de 1942, e construído originalmente para comportar rodeios e exposições de gado, mas foi expandido para acomodar outros tipos de eventos. Uma infinidade de eventos realizados no Coliseum incluem o hóquei, formaturas escolares, basquete, boxe, concertos, exposições de flores, ice capades, roller derby, luta livre e outros.

## Capacidade contestada
Um estudo do Departamento de Transportes dos Estados Unidos na área metropolitana de El Paso, datado de agosto de 2008, classifica o Coliseum como uma "instalação que gera multidões de mais de 10 mil pessoas". O estudo declara que o Coliseum "é uma arena multifuncional de 5,250 lugares em El Paso. Sendo inaugurado em 1942 e podendo acomodar até 11 mil pessoas em concertos musicais".